# Gare d'Éragny - Neuville
Pour les articles homonymes, voir Gare de Neuville.
Ne doit pas être confondu avec Gare d'Éragny - Bazincourt.
La gare d'Éragny - Neuville est une gare ferroviaire française située sur le territoire de la commune d'Éragny, à proximité de Neuville-sur-Oise, dans le département du Val-d'Oise, en région Île-de-France.
C'est une gare de la Société nationale des chemins de fer français (SNCF), desservie par les trains de la ligne J du Transilien (réseau de Paris-Saint-Lazare).

## Situation ferroviaire
Gare de bifurcation, elle est située au point kilométrique (PK) 29,494 de la ligne d'Achères à Pontoise et au PK 27,902 de la ligne de Conflans-Sainte-Honorine à Éragny - Neuville. En aval de la gare se trouve le point origine du raccordement d'Éragny (PK 30,4) qui permet de rejoindre la ligne de Saint-Denis à Dieppe et la ligne de Pierrelaye à Creil, au niveau de la commune de Saint-Ouen-l'Aumône.
Son altitude est de 52 mètres.

## Histoire
En 2016, selon les estimations de la SNCF, la fréquentation annuelle de la gare est de 702 000 voyageurs, ce nombre s'étant élevé à 664 200 en 2015 et à 663 894 en 2014.

## La gare
Elle est située sur la place Alexandre-Prachay à la sortie du vieux village (au niveau de la D 984 (ancienne RN 184), route qui relie Saint-Ouen-l'Aumône à Conflans-Sainte-Honorine).
Le passage à niveau de la D 984 étant supprimé depuis les années 1970, pour passer d'un quai à un autre, les voyageurs doivent emprunter le petit souterrain commun avec la route.
La gare possède un poste d'aiguillage tenu en permanence par un agent circulation[réf. nécessaire] assurant le passage des trains dans chaque direction (Conflans / Achères et Pontoise / Liesse). Il est également possible de renvoyer un train vers Conflans-Sainte-Honorine ou Achères-Ville depuis la voie 1, notamment en cas d'incident.

## Fréquentation
De 2015 à 2023, les estimations de la SNCF sont les suivantes :
| Année         | 2015    | 2016    | 2017    | 2018    | 2019    | 2020    | 2021    | 2022    | 2023    |
| ------------- | ------- | ------- | ------- | ------- | ------- | ------- | ------- | ------- | ------- |
| Fréquentation | 746 705 | 755 133 | 833 310 | 901 785 | 978 365 | 439 717 | 742 307 | 783 828 | 785 853 |

## Service des voyageurs

### Desserte
Elle est desservie par les trains du réseau de Paris-Saint-Lazare (Ligne J du Transilien) du Transilien.
La fréquence aux heures de pointe est d'un train toutes les 20 minutes dans chaque sens (train en provenance ou à destination de Pontoise).
Aux heures creuses, la fréquence est d'un train toutes les 30 minutes dans chaque sens (train en provenance ou à destination de Pontoise, Boissy-l'Aillerie ou Gisors).
Le week-end, la fréquence est de 30 minutes dans chaque sens (même desserte qu'aux heures creuses)

### Correspondances
La gare est desservie par la ligne 1208 du réseau de bus Cergy-Pontoise Confluence et, la nuit, par la ligne N152 du réseau Noctilien.

## Service des marchandises
Cette gare a été fermée au service du fret le 14 décembre 2008.
La gare voit passer fréquemment des trains de marchandises qui relient l'Ouest et le Nord de la France (relation Achères - Creil).
Les voies de service sont toujours présentes mais ne sont plus reliées aux voies principales, l'aiguille y donnant accès ayant été déposée.